# Ruspoli-turákó
A Ruspoli-turákó (Tauraco ruspolii) a madarak osztályának turákóalakúak (Musophagiformes) rendjébe, ezen belül a turákófélék (Musophagidae) családjába tartozó faj. Korábbi rendszertanok a család más tagjaival együtt a kakukkalakúakkal rokonították.

## Előfordulása
Etiópia endemikus faja. Az ország Sidamo és Bale tartományaiban él. Természetes élőhelye a trópusi és szubtrópusi száraz erdők, 1500 m körüli magasságon. A világ ötven legritkább madárfajaként tartják nyilván. Populációjának számát 2500-10 000 közé teszik.

## Megjelenése
Csőrétől farkáig 40 cm, súlya 200-290 g. Testének felső része zöld, háta és farka sötét színű. Fehér, kerekített, felálló bóbitát visel. Repülés közben jól láthatók élénk bíbor szárnyfoltjai. Csőre és szemgyűrűje élénkvörös. Hangja lágy, turbékoló.

## Táplálkozása
A Ruspoli-turákó elsősorban gyümölcsöket fogyaszt, étrendje a füge gyümölcsét, és borókabogyókat is tartalmaz.

## Természetvédelmi helyzete
A faj élőhelye részben erdőtüzek, részben fakitermelés, részben mezőgazdasági célú erdőirtás következtében csökken, emiatt a faj veszélyeztetett. Korlátozott előfordulási területe és a ritka észlelések miatt, korábban úgy vélték, hogy a faj a kihalás szélére került. Az utóbbi időkben fellelt bizonyítékok azonban arra utalnak, hogy a faj nem annyira ritka, mint gondolták, bár populációja nagyon kicsi.